# Під'ялинник
Під'ялинник (Monótropa) — рід трав'янистих міко-гетеротрофних (безхлорофільних) багаторічних рослин родини вересових. Вони ростуть в регіонах з помірним кліматом у Північній півкулі, здебільшого у хвойних лісах.
Згідно з The Plant List рід містить 2 види:
- Під'ялинник звичайний (Monotropa hypopitys)
- Під'ялинник одноквітковий (Monotropa uniflora)

Згідно з Plants of the World Online рід містить 4 види:
- Monotropa brittonii Small
- Monotropa coccinea Zucc.
- Monotropa hypopitys L.
- Monotropa uniflora L.